# La Chapelle-Hareng
Chapelle-Hareng – miejscowość i gmina we Francji, w regionie Normandia, w departamencie Eure.
Według danych na rok 1990 gminę zamieszkiwało 78 osób, a gęstość zaludnienia wynosiła 19 osób/km² (wśród 1421 gmin Górnej Normandii Chapelle-Hareng plasuje się na 814. miejscu pod względem liczby ludności, natomiast pod względem powierzchni na miejscu 761.).